# Microfulgur carinatus
Microfulgur carinatus är en snäckart som beskrevs av Winston F. Ponder 1970. Microfulgur carinatus ingår i släktet Microfulgur och familjen Fasciolariidae. Inga underarter finns listade i Catalogue of Life.